# Stenolonche varicolor
Stenolonche varicolor là một loài tò vò trong họ Ichneumonidae.